# Sebastian Haupt
Sebastian Haupt (ur. 17 grudnia 1985 w Heilbad Heiligenstadt) – niemiecki skeletonista, złoty medalista mistrzostw świata.

## Kariera
Największy sukces w karierze osiągnął w 2008 roku, kiedy wspólnie z kolegami i koleżankami z reprezentacji wywalczył złoty medal w rywalizacji drużynowej podczas mistrzostw świata w Altenbergu. Na tych samych mistrzostwach był także siódmy w skeletonie. W zawodach Pucharu Świata zadebiutował 17 stycznia 2008 roku w Cesana Torinese, zajmując czwarte miejsce. Nigdy nie stanął na podium zawodów tego cyklu. W 2006 roku wystąpił na igrzyskach olimpijskich w Turynie, zajmując dziewiąte miejsce.